# Prinsehytten
Prinsehytten är en stuga i Sikkilsdalen i Jotunheimen i Norge. Stugan är i privat ägo av den norska kungafamiljen. 
Stugan började byggas år 1900 och stod färdig 1902, då den gavs som gåva till de svenska prinsarna Gustaf Adolf, Wilhelm och Erik. Fram till unionsupplösningen användes den flitigt till jakt och friluftsliv. Den skänktes till kronprins Olav när han blev myndig 2 juli 1924, av kronprins Gustaf Adolf.
Stugan är ritad av slottsförvaltaren Hjalmar Welhaven. Ursprungligen bestod Prinsehytten av en stor timmerstuga med åtta rum och en svalgång. Då den skänkts till kronprins Olav var det tillbyggt flera hus och under det nuvarande kungaparet har ännu fler hus uppförts.